# Nedre Sätersjön
Nedre Sätersjön är en sjö i Härjedalens kommun i Härjedalen och ingår i Ljusnans huvudavrinningsområde. Sjön har en area på 0,129 kvadratkilometer och ligger 429,3 meter över havet.

## Delavrinningsområde
Nedre Sätersjön ingår i det delavrinningsområde (687567-142552) som SMHI kallar för Mynnar i Vallsjön. Medelhöjden är 467 meter över havet och ytan är 25,41 kvadratkilometer. Räknas de 2 avrinningsområdena uppströms in blir den ackumulerade arean 37,48 kvadratkilometer. Vattendraget som avvattnar avrinningsområdet har biflödesordning 3, vilket innebär att vattnet flödar genom totalt 3 vattendrag innan det når havet efter 242 kilometer. Avrinningsområdet består mestadels av skog (74 procent) och sankmarker (21 procent). Avrinningsområdet har 0,17 kvadratkilometer vattenytor vilket ger det en sjöprocent på 0,7 procent.